# Kulová hvězdokupa

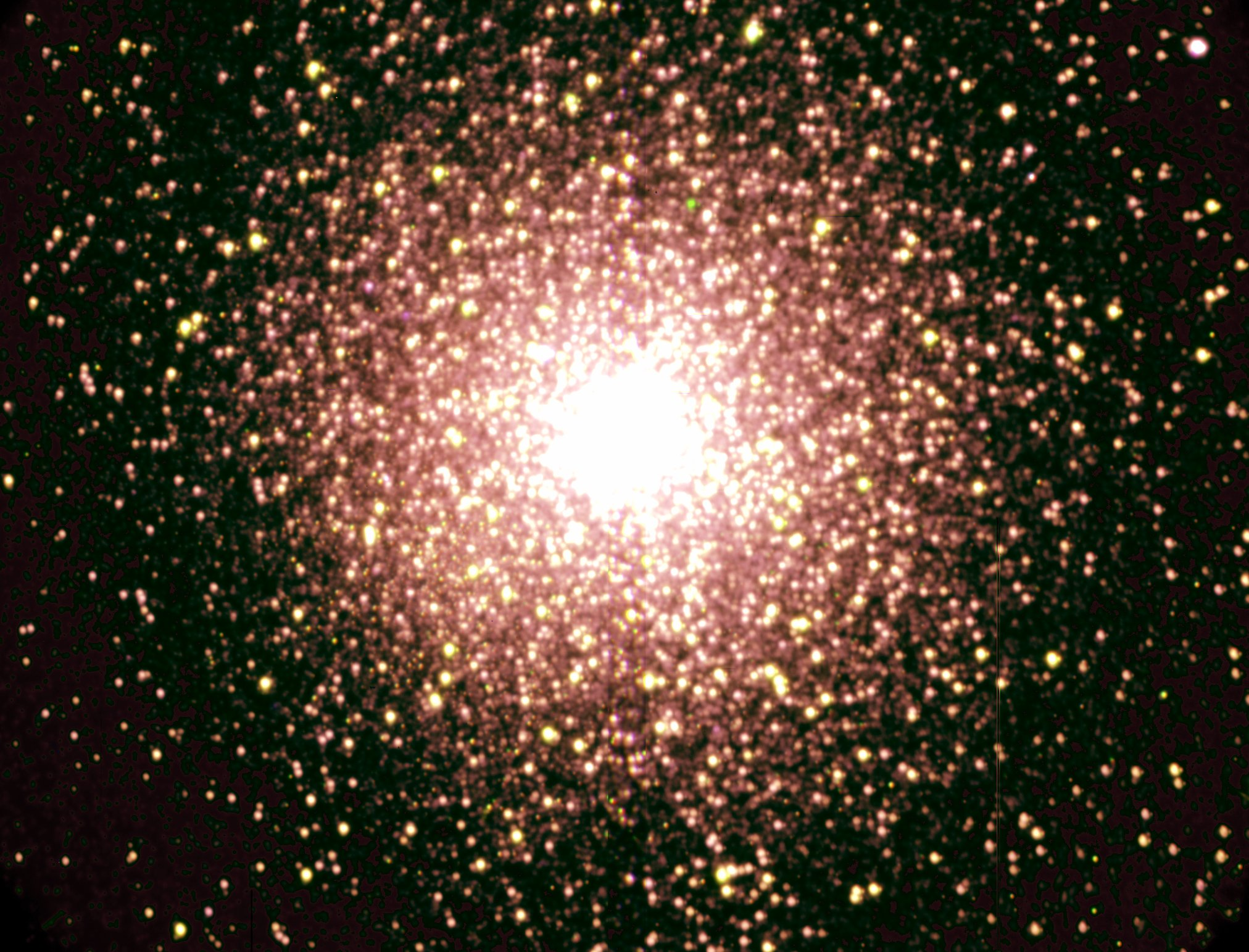
Kulová hvězdokupa 47 Tucanae v souhvězdí Tukan na jižní obloze.

Kulové hvězdokupy jsou kulovité koncentrace hvězd, jejichž průměr se pohybuje řádově v desítkách světelných let a které obsahují statisíce až miliony hvězd. Kulové hvězdokupy jsou velmi staré, nejméně 10 miliard let, a pravděpodobně vznikly v době, kdy se galaxie právě vytvářely. Jsou rozptýleny ve sférickém halu obklopujícím naši Galaxii. Oběžná doba kolem středu Galaxie se pohybuje v řádech stovek milionů let.

## Kulové hvězdokupy a souhvězdí
Rozložení kulových hvězdokup v naší Galaxii je koncentrováno okolo galaktického jádra v oblastech souhvězdí Střelce (Sagittarius), Štíra (Scorpius) a Hadonoše (Ophiuchus). Ze 138 hvězdokup Galaxie, které se nalézají v katalogu „Sky Catalog 2000.0“, obsahuje souhvězdí Střelec 29, Štír 18 a Hadonoš 24 kulových hvězdokup, což je celkem 71 hvězdokup neboli 51,4 procent (ovšem je nutno připustit, že u 29 hvězdokup ze souhvězdí Střelce mohou být pravděpodobně 4 členové trpasličí eliptické galaxie Sagittarius objevené roku 1994 a nejsou ve skutečnosti z Galaxie, mezi nimi i M54).
Nedávné sčítání (červen 2002) tyto počty změnilo takto: 33 (Střelec), 19 (Štír) a 25 (Hadonoš), dohromady 77 hvězdokup z celkového počtu 149, což je 51,7 procenta. Z 88 souhvězdí, pouze 43, přibližně polovina, obsahuje několik kulových hvězdokup; Orel (Aquila) obsahuje 6 hvězdokup, Had (Serpens) 5 a Herkules (Hercules) 4 hvězdokupy, přičemž žádné další souhvězdí neobsahuje více než 3 hvězdokupy.

Rozložení kulových hvězdokup v naší Galaxii. Je vidět nakupení hvězdokup blízko galaktického jádra.

Ze 149 známých hvězdokup, 136 (91,3 procenta) je koncentrováno v polokouli soustředěné okolo souhvězdí Střelce (Sagittarius), zatímco pouze 13 hvězdokup (8,7 procenta) je na druhé straně od nás (mezi nimi M79). Tato zřetelná anizotropie v rozložení kulových hvězdokup měla historický význam, když z toho Harlow Shapley v roce 1917 odvodil, že se střed naší galaxie nachází ve značné vzdálenosti ve směru souhvězdí Střelce (Sagittarius) a není blízko našeho slunečního systému, jak se dříve domnívali.
Měření radiální rychlosti prozradilo, že se většina hvězdokup pohybuje ve vysoce excentrických eliptických drahách, jež zabírají vnější prostory Galaxie. Vytváří halo zhruba kulového tvaru, které je vysoce koncentrováno ke galaktickému středu, ale dosahuje do vzdálenosti několika set tisíc světelných let, to je mnohem více než rozměry galaktického disku. Nepodílejí se na rotaci galaktického disku a proto mohou mít relativně vysokou rychlost několika set km/s vzhledem k naší sluneční soustavě; to se projevilo při měření radiální rychlosti.

## Galaktické halo a kulové hvězdokupy
Galaktické halo je kulový útvar tvořený starými hvězdami a kulovými hvězdokupami, obklopující galaxii. Poloměr tohoto útvaru je asi 50 000 světelných let.

## Složení kulových hvězdokup
Spektroskopické výzkumy kulových hvězdokup ukazují, že obsahují mnohem méně těžkých prvků než hvězdy, které se vytvářely v disku galaxie, jako naše Slunce. Kulové hvězdokupy jsou považovány za velmi staré a skládají se z počátečních generací hvězd (hvězdy populace II), které se vytvořily z prvotního materiálu, který se nacházel v mladé galaxii právě v době (nebo před) jejich formováním. Hvězdy v disku naopak procházejí mnoha cykly zrodu hvězd a supernov, který zvyšuje koncentraci těžkých prvků v mračnech tvorby hvězd a možná také spouští jejich zhroucení.
Kulové hvězdokupy často obsahují množství proměnných hvězd, zejména hvězdy typu RR Lyrae, které byly kdysi nazývány „proměnné hvězdokupy“, vzhledem k jejich hojnosti v hvězdokupách. Jejich výskyt se mění od hvězdokupy ke hvězdokupě. V několika kulových hvězdokupách byly zjištěny planetární mlhoviny; zdá se, že se jedná o výjimečný jev s ohledem na krátkou životnost planetárních mlhovin. Kulové hvězdokupy obsahují také značný počet bílých trpaslíků a menší množství neutronových hvězd, z nichž některé se projevují jako pulsary.
HR diagram (Hertzsprungův–Russellův diagram) pro kulové hvězdokupy má typicky krátkou hlavní posloupnost a nápadné horizontální větve, což opět představuje velmi staré hvězdy, které se vyvinuly do fáze obrů a nadobrů.
Porovnání naměřených HR diagramů pro každou kulovou hvězdokupu s teoretickým modelem HR diagramu založeném na teorii hvězdného vývoje poskytuje možnost odvodit nebo odhadnout stáří jednotlivých hvězdokup. Je to překvapující, ale všechny dosud pozorované kulové hvězdokupy jsou přibližně stejně staré. Zdá se, že se jedná o nějakou fyzikální zákonitost, protože se všechny vytvořily v relativně krátkém období historie vesmíru v době, kdy byly galaxie velmi mladé. Nedávné odhady stáří se přiklánějí k intervalu od 12 do 20 miliard let, lepší hodnota z pozorování je zřejmě 12 až 16 miliard let. Jak je vidět, horní hranice souvisí se stářím našeho vesmíru, a tak se v posledních desetiletích vedou diskuse, kolik to ve skutečnosti je. Na počátku roku 1997 byla provedena komplexní úprava délkových měřítek ve vesmíru, která se opírala o výsledky z astrometrického satelitu Hipparcos. Tyto výsledky naznačily, že galaxie a mnoho galaktických objektů, včetně kulových hvězdokup, může být ve vzdálenosti o deset procent dále, a proto skutečná jasnost všech jejich hvězd musí být o 20 % vyšší. S ohledem na různé závislosti, které jsou významné pro pochopení hvězdné struktury a vývoje, mohou být kulové hvězdokupy zhruba o 15 % mladší.
Jak se kulové hvězdokupy pohybují zhruba miliardu let po oběžné dráze okolo galaktického středu Galaxie, jsou náchylné k různým poruchám:
- některé jejich hvězdy unikají, jak dostávají náhodné zrychlení při vzájemných setkání,
- slapová síla z mateřské galaxie na ně působí, zejména silné je toto působení v místech jejich dráhy, které je nejblíže galaktickému středu,
- každý průchod přes galaktický rovník, stejně jako blízká srážka s větší hmotností podobné hvězdokupy nebo velkého mlhovinového mračna přispívá k poruchám,
- hvězdné evoluční působení a ztráta plynu také přispívá ke snižování hmotnosti hvězdokupy.

Tyto poruchy jsou v porovnáním s méně zhuštěnými a méně početnějšími otevřenými hvězdokupami podstatně pomalejší, ale přesto směřují k rozpadu hvězdokupy. Současně existující hvězdokupy jsou pravděpodobně zbytkem podstatně větší populace; zbytek, který rozložil a rozprostřel jejich hvězdy po galaktickém halo. Proces zkázy stále pracuje a tak se odhaduje, že polovina hvězdokup Galaxie přestane existovat během 10 miliard let.

## Kulové hvězdokupy mimo naší Galaxii
Naše Galaxie má soustavu asi přibližně 180 až 200 kulových hvězdokup (včetně 28 z 29 Messierových hvězdokup, kromě M54). Většina ostatních galaxií má také soustavu kulových hvězdokup, v některých případech (například M87) obsahující několik tisíc hvězdokup. Pouze malý počet mimogalaktických hvězdokup je v dosahu větších amatérských dalekohledů.
Zatímco všechny kulové hvězdokupy v naší Galaxii a v našem větším průvodci, galaxii v Andromedě M31, jsou staré, další galaxie Místní skupiny - Velké a Malé Magellanovo mračno, stejně jako galaxie M33 v Trojúhelníku také obsahují výrazně mladší kulové hvězdokupy, což může být s jistotou usuzováno ze spektroskopických výzkumů.
Tyto galaxie také obsahují extrémně rozsáhlé difúzní mlhoviny s hmotností řádově kulových hvězdokup, jasné kandidáty pro budoucí mladé hvězdokupy, v současné době ve stádiu tvoření, zejména mlhovina Tarantule (NGC 2070) ve Velkém Magellanově mračnu a NGC 604 v M33. Velké množství, více než 100 mladých kulových hvězdokup, bylo v poslední době detekováno v M82, nepravidelné galaxii za Místní skupinou.

### Nejjasnější kulové hvězdokupy v osmi blízkých galaxiích
| Galaxie      | Hvězdokupa | Rektascenze | Deklinace   | Magnituda |
| ------------ | ---------- | ----------- | ----------- | --------- |
| Fornax Dwarf | NGC 1049   | 02h 39m 49s | +34°15' 29" | 12,6      |
| M 31         | Mayall II  | 00h 32m 47s | +39°34' 41" | 13,7      |
| M 110        | G73        | 00h 40m 55s | +41°41' 15" | 15,0      |
| M 33         | C39        | 01h 34m 50s | +30°21' 56" | 15,9      |
| WLM          | WLM 1      | 00h 01m 50s | -15°27' 31" | 16,1      |
| NGC 185      | Hodge 5    | 00h 39m 14s | +48°23' 06" | 16,7      |
| NGC 147      | Hodge 3    | 00h 33m 15s | +48°27' 23" | 17,0      |
| NGC 2403     | F46        | 07h 36m 29s | +65°40' 30" | 17,9      |

## Pohyb hvězdokupy
Hvězdy ve hvězdokupách vykonávají řadu pohybů. Všechny hvězdy, které tvoří kulové hvězdokupy ale i v mnohých otevřených hvězdokupách, obíhají kolem hmotného středu kup a příležitostně gravitačně vzájemně působí s hvězdami, které procházejí velmi blízko. Oběžné dráhy hvězd kolem kupy nejsou většinou kruhové jako oběžné dráhy planet v naší sluneční soustavě. Hvězdy v hvězdokupách často padají přímo do středu a mnohokrát se pohybují po neobvyklých a složitých smyčkách. Vzhledem k rozsáhlému prostoru uvnitř kup ale dochází ke srážkám hvězd jen zřídka.